# Tardo
O Tardo ou Trevor é uma espécie de duende, um ser mítico do folclore popular português e galego. Ao tardo também se chama pesadelo ou tardo moleiro. O tardo importuna as pessoas que estão a dormir na cama que depois acordam com um grande pesadelo.
O tardo pode aparecer na figura de um animal e frequentemente aparece na figura de um cão, gato ou cabra.
O tardo quando aparece nos caminhos, nos regatos e nas encruzilhadas tenta deixar as pessoas intardadas (desorientadas) sem saber qual caminho seguir, urinando nas pernas das pessoas.
Uma criança pode se transformar num tardo e correr o fado se o padrinho durante o baptizado não disser as palavras certas. A transformação terá lugar antes da idade da comunhão, aos sete anos. A criança antes de se transformar pendura a roupa na árvore mais alta de uma encruzilhada e transforma-se num animal. Se durante sete anos não lhe quebrarem o fado transforma-se em lobisomem.[carece de fontes?]